# Monninkylä
Monninkylä (szw. Monby) – wieś w Finlandii, w rejonie Uusimaa, w gminie Askola.